# 禾笛壩

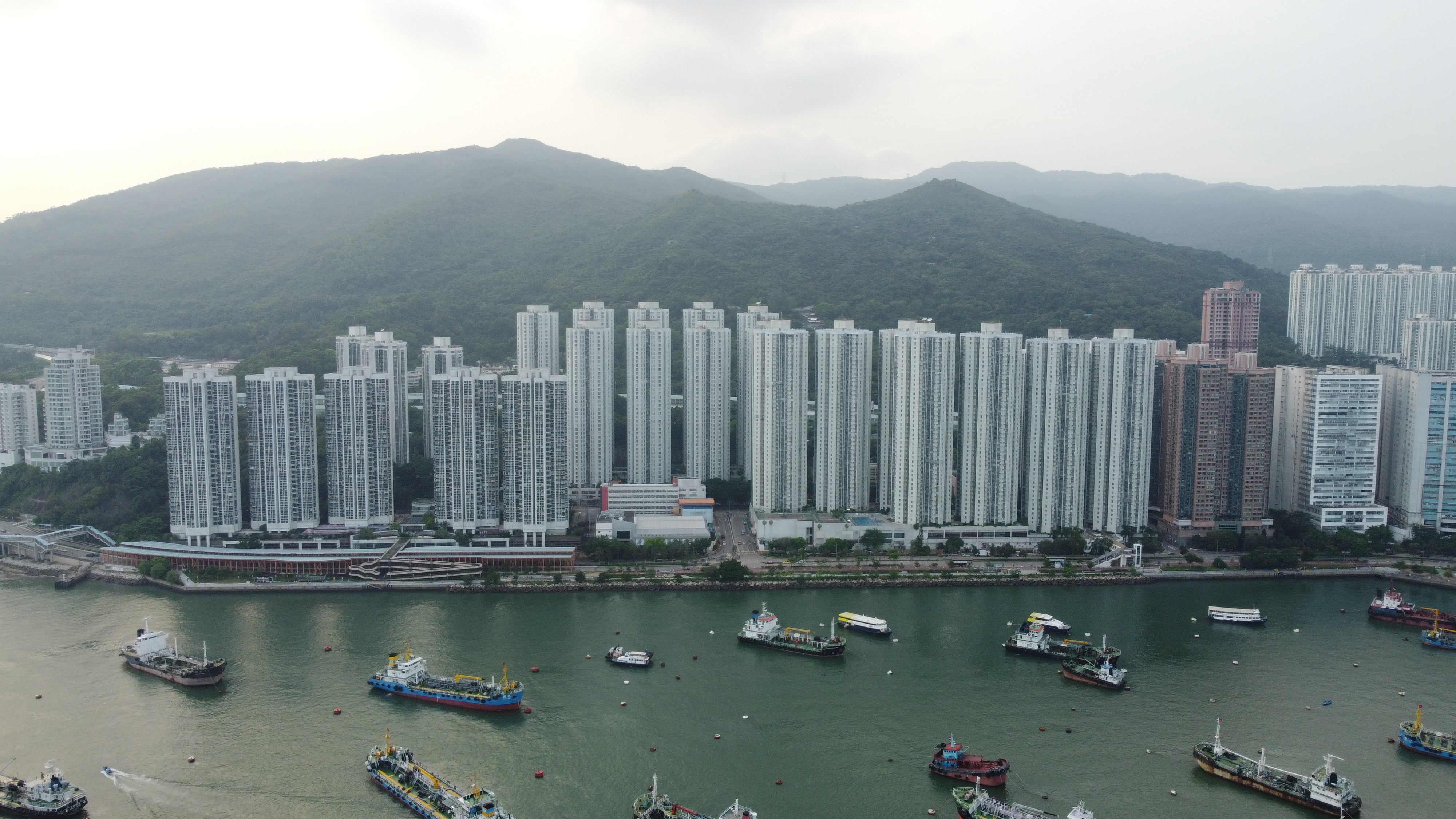
原禾笛壩所在之地已發展成麗城花園

禾笛壩（英語：Wo Tik Pa），是香港新界荃灣的一條已清拆的村落，原址位於現今荃灣西約麗城花園一帶。

## 歷史
禾笛壩坐落於柴灣角與油柑頭之間的岸邊。1910年代末，青山公路通車，人們開始於該地聚居。禾笛壩早於二戰前被清拆，是荃灣最早清拆的村落之一。1940年代末連同填海得來的地皮發展成南海紗廠大型廠房，1980年代末分階段重建成麗城花園。
1950年代末，香港政府發展荃灣新市鎮，並將其中一條街道命名為禾笛街，以作紀念。